# Hesham Mesbah
Hesham Hasan Mesbah (in arabo هشام حسن مصباح‎?; Alessandria d'Egitto, 17 marzo 1982) è un judoka egiziano, vincitore della medaglia di bronzo nella categoria fino a 90 kg alle Olimpiadi del 2008.

## Palmarès
- Giochi olimpici estivi

Pechino 2008: bronzo nei 90 kg.
- Giochi panafricani

Algeri 2007: oro nei 90 kg.
- Campionati africani

Tripoli 2001: bronzo nei 90 kg.
Il Cairo 2002: bronzo nei 90 kg.
Tunisi 2004: oro nei 90 kg.
Port Elizabeth 2005: argento nei 90 kg.
Port Louis 2006: oro nei 90 kg.
Agadir 2008: argento nei 90 kg.
- Giochi del Mediterraneo

Almería 2005: argento nei 90 kg.